# Куретниково (Ярославская область)
Куре́тниково — деревня в Михайловском сельском округе Волжского сельского поселения Рыбинского района Ярославской области.
Небольшая деревня расположена на удалении около 1,2 км от левого берега реки Черёмуха. Деревня стоит к западу от автомобильной дороги, идущей по правому берегу Черёмухи из Рыбинска через центр сельского округа Михайловское к Сельцо-Воскресенское. Деревня стоит на левом берегу небольшого левого притока Черёмухи, к юго-западу, практически на окраине села Сретенье, которое является неформальным центром в данной округе (в нём, в частности почтовое отделение и единственная в округе средняя школа). Ручей на современных картах не назван, а на плане Генерального межевания Рыбинского уезда 1792 года обозначен как речка Чёрная. Непосредственно вблизи Куретниково находится деревня Кондырево, а вверх по течению безымянного ручья, на котором они стоят уходит дорога, ведущая к не существующим ныне деревням Дьяково и Кликуново. Обе эти деревни имеются на плане Генерального межевания, а на топокарте 1981 года Дьяково обозначена как нежилая деревня, а Кликуново — урочище, расчищенный участок в окружении леса. Вокруг этих деревень расположены небольшие сельскохозяйственные угодья, далее от Черёмухи в западном направлении начинается лес шириной около 5 км, за которым начинаются поля и деревни Покровского сельского поселения, ближайшие из них Голубино, Коржавино и Пчелье стоят в окружении леса на удалении 3 км. К северо-западу от Кондырево часть этого леса занята Парашкиным болотом.
Центр сельской администрации — село Михайловское расположено на расстоянии около 9 км по дороге в сторону Рыбинска, центр сельского поселения посёлок Ермаково существенно удалён — стоит на дороге Рыбинск — Ярославль и регулярный транспортный доступ к нему через Рыбинск. На 1 января 2007 года в деревне не числилось постоянных жителей. Почтовое отделение, расположенное в селе Сретенье, обслуживает в деревне 9 домов.